# Luis Tevenet
Luis García Tevenet (Siviglia, 8 maggio 1973) è un allenatore di calcio ed ex calciatore spagnolo, di ruolo attaccante, vice allenatore del Botafogo.

## Palmarès

### Giocatore

#### Competizioni nazionali
- Segunda División (Spagna): 1

Las Palmas: 1999-2000

### Allenatore

#### Competizioni nazionali
- Segunda División B: 1

Huesca: 2014-2015

#### Competizioni interregionali
- Tercera División RFEF: 1

Atletico Madrid B: 2021-2022 (gruppo 7)